# Васильев, Игорь Викторович
Игорь Викторович Васильев (Васильев-Пенерджи́; латыш. Igors Vasiļjevs; 26 мая 1940 или 1940, Москва — 21 июня 1997 или 1997, Рига) — советский и латвийский скульптор и медальер, профессор Латвийской академии художеств. Заслуженный деятель искусств Латвийской ССР (1981).

## Биография
Родился 26 мая 1940 года в Москве. В детстве проявил интерес к скульптуре, занимался у скульптора-анималиста В. А. Ватагина. В 1952 году поступил в художественную школу при Московском государственном академическом художественном институте имени Сурикова. Через год вместе с семьёй переехал в Ригу. Участвовал во Всесоюзных конкурсах детского творчества. В возрасте 15 лет стал вольнослушателем отделения скульптуры Академии художеств Латвийской ССР, в которую и поступил по окончании школы в 1957 году на 2-й курс. Учился у Э. Е. Мелдериса, Т. Э. Залькална. С 1960 года жил в собственном доме в Вецаки. В этом же году впервые был удостоен высокой оценки зрителей и критики на республиканской выставке мастеров изобразительного искусства за бюст американского пианиста Вана Клиберна. В 1962 году окончил Академию художеств, выполнив дипломную работу «Коммунизм — это молодость мира» (гипс) под руководством К. Я. Земдеги. Остался работать в своей alma mater, где с 1962 по 1982 год был старшим преподавателем, с 1982 года — доцентом, с 1987 года — профессором.
В 1979 году снялся в документальном фильме Г. В. Франка «Пробуждение», в котором был запечатлён процесс создания скульптурного портрета режиссёра С. М. Эйзенштейна.
В 1995—1996 году в Риге на улице Кунгу, 33 открыл курсы скульпторов для талантливой молодёжи.
Умер 21 июня 1997 года в Риге.

### Семья
- Жена (с 1962) — Валентина Зейле, скульптор. Впоследствии развелись[7][9].
- Мать — Ирина Михайловна Васильева (1914—2013), дочь рязанского мещанина, студента юридического факультета Московского университета Михаила Георгиевича Васильева и Ольги Иосифовны Габай[10][11]. В 1934 году вместе с мужем была репрессирована за «контрреволюционную агитацию в группе», сослана на пять лет в Казахстан[12][13].
- Отец — Виктор Зиновьевич Окунчиков (1912, Москва — 1983), сын бронницкого мещанина Зусе Авраамовича Окунчикова и Деборы-Розы Азриелевны Мовшович[14]. Спортивный тренер по верховой езде. После освобождения в 1939 году работал тренером по конной выездке на базе ДОСААФ в Тушино, объездчиком лошадей на ипподроме Василия Сталина[6][15].
- Бабушка — Ольга Осиповна Пенерджи (в 1-м браке Васильева; урождённая Габай; 1895, Москва — 1982, Рига), дочь караимского табачного фабриканта, директора «Товарищества табачной фабрики С. Габай», потомственного почётного гражданина Иосифа Самуиловича Габая (1872—1939). Скульптор, училась во ВХУТЕМАСе, член Союза художников СССР. В 1928 году, после развода, получила годовую визу и уехала в Ригу, где в 1933 году вышла замуж за своего двоюродного брата, сотрудника АО «Майкапар», кандидата коммерции Самуила Симовича Пенерджи (1894, Женева — ?). В 1932—1938 годах продолжила обучение в Латвийской академии художеств. Сотрудничала с Рижской фарфоро-фаянсовой фабрикой М. С. Кузнецова. После смерти Сталина предложила семье дочери переехать к ней в Ригу. Показала работы своего внука Т. Залькалну, который разрешил юному скульптору посещать занятия в Академии художеств как вольнослушателю[12][6][16][17][18].

## Творчество
Васильев — мастер скульптурного портрета. Работал в жанре станковой и монументальной скульптуры. Для своих произведений использовал в основном красное дерево, реже — камень и металл. Обращался к восточным и индийским философским мотивам, сакральной теме. Поздние работы затрагивают библейские сюжеты. В 1970—1980-е годы трижды побывал с творческими поездками в Индии, Сингапуре, Малайзии, Шри-Ланке. Одна из поездок в Дели ознаменована встречей с премьер-министром Индирой Ганди, со Святославом Рерихом. Композиции скульптора украшают некоторые храмы Латвии и США. В 1990-е годы несколько раз посещал США. Незадолго до смерти был в Израиле. Участвовал в выставках с 1959 года. Первая персональная выставка открылась в Юрмале в 1971 году.
В 2015 году в Латвии под авторством И. Дименштейна и И. Яхимович издана книга «Скульптор Игорь Васильев. Сердце большого калибра».

### Работы
Латвийский национальный художественный музей
- «Доярка» (1965)
- Портрет красного латышского стрелка Янушкевича (1967)
- «Панфиловец» (1967)
- Портрет эстонской поэтессы, комсомолки Вийви Луйк (1968)
- Портрет Эдуарда Смильгиса (1969)
- Портрет академика, профессора Э. Калныня (1970)
- Портрет солиста Латвийского театра оперы и балета Анатолия Васильева (1968)
- Портрет Героя Социалистического Труда, авиаконструктора Туманского (1974)
- Портрет Луиса Корвалана (1976)
- Портрет вице-президента Академии наук Латвийской ССР А. Дризулиса (1977)
- «Протест». Портрет олимпийского чемпиона Т. Смита (1978)
- Портрет Героя Социалистического Труда Эдгара Каулиня (1979)
- «Студентка» (1979)
- Эдуард Смильгис (1982)
- «Мать» (1985)
- Портрет Рабиндраната Тагора (1986)
- «Пловчиха» (1971)
- «У реки» (1971)
- Николай Рерих. Медаль. (1973)
- Портрет лауреата Международной Ленинской премии Д. Сикейроса (1969)
- «Вьетнам» (1971)
- Портрет борца за мир, художника Николая Рериха (1971)
- Портрет президента Академии наук Латвийской ССР А. Малмейстара (1977)
- Портрет Лео Свемпа (1978)
- Портрет скульптора Валдиса Албергса (1980)
- Портрет Карлиса Себриса (1983)
- «Торс» (1979)

Государственная Третьяковская галерея
- В. В. Васильев в роли Спартака (1974)
- Портрет чемпиона мира по дзюдо, рядового пограничных войск А. Яцкевича (1982)
- Портрет А. Н. Арбузова (1985)

Музей истории медицины имени Паула Страдыня
- Портрет академика, профессора Вильгельма Канепа (1983)
- Портрет Альберта Швейцера (1975)
- «Панацея» (1984)
- Портрет древнегреческого врача Гиппократа (1982)
- Врач З. Сочнева (1979)
- Портрет профессора В. Калнберза (1980)
- «Портрет медсестры» (1981)

Остальные работы
- «Майя» (1959)
- «Ван Клиберн» (1959, Центральный музей музыкальной культуры)
- «Голова девочки» (1959)
- «В. Г. Белинский» (1960, ГЛМ)
- «Андрей Рублёв» (1961)
- «Двое» (1962)
- «В. В. Маяковский» (1963)
- «Ленинградская симфония» (1965)
- «Н. Гаприндашвили» (1966)
- «Творчество» (1960)
- Портрет народного артиста СССР Эд. Смилгиса (1961; 1963)
- «Н. Островский» (1963)
- «Клятва гвардейца» (1964)
- «А. А. Блок» (1967)

## Общественная деятельность
- Член Союза художников СССР (с 1963)
- Член Латвийского общества имени Н. К. Рериха (с 1988)
- Член Российского комитета солидарности стран Азии и Африки[6]

## Награды
- Вторая премия Министерства культуры СССР за скульптуру «Александр Блок» (1967);
- Серебряная медаль Союза художников СССР за скульптурный портрет Ноны Гаприндашвили (1968);
- Премия и Почётная грамота ЦК ВЛКСМ за скульптурный портрет Николая Островского (1969);
- Премия Ленинского комсомола Латвийской ССР за серию портретов выдающихся деятелей культуры (1972);
- Заслуженный деятель искусств Латвийской ССР (1981)[5].